# FAM53B
FAM53B (англ. Family with sequence similarity 53 member B) – білок, який кодується однойменним геном, розташованим у людей на 10-й хромосомі. Довжина поліпептидного ланцюга білка становить 422 амінокислот, а молекулярна маса — 45 768.
| 10         |  | 20         |  | 30         |  | 40         |  | 50         |
| ---------- |  | ---------- |  | ---------- |  | ---------- |  | ---------- |
| MVMVLSESLS |  | TRGADSIACG |  | TFSRELHTPK |  | KMSQGPTLFS |  | CGIMENDRWR |
| DLDRKCPLQI |  | DQPSTSIWEC |  | LPEKDSSLWH |  | REAVTACAVT |  | SLIKDLSISD |
| HNGNPSAPPS |  | KRQCRSLSFS |  | DEMSSCRTSW |  | RPLGSKVWTP |  | VEKRRCYSGG |
| SVQRYSNGFS |  | TMQRSSSFSL |  | PSRANVLSSP |  | CDQAGLHHRF |  | GGQPCQGVPG |
| SAPCGQAGDT |  | WSPDLHPVGG |  | GRLDLQRSLS |  | CSHEQFSFVE |  | YCPPSANSTP |
| ASTPELARRS |  | SGLSRSRSQP |  | CVLNDKKVGV |  | KRRRPEEVQE |  | QRPSLDLAKM |
| AQNCQTFSSL |  | SCLSAGTEDC |  | GPQSPFARHV |  | SNTRAWTALL |  | SASGPGGRTP |
| AGTPVPEPLP |  | PSFDDHLACQ |  | EDLSCEESDS |  | CALDEDCGRR |  | AEPAAAWRDR |
| GAPGNSLCSL |  | DGELDIEQIE |  | KN         |  |            |  |            |

A: Аланін

C: Цистеїн

D: Аспарагінова кислота

E: Глутамінова кислота

F: Фенілаланін

G: Гліцин

H: Гістидин

I: Ізолейцин

K: Лізин

L: Лейцин

M: Метіонін

N: Аспарагін

P: Пролін

Q: Глутамін

R: Аргінін

S: Серин

T: Треонін

V: Валін

W: Триптофан

Кодований геном білок за функцією належить до фосфопротеїнів. 
Задіяний у таких біологічних процесах, як сигнальний шлях Wnt, альтернативний сплайсинг. 
Локалізований у ядрі.